# 770 a.C.
Il 770 a.C. (DCCLXX a.C. in numeri romani) è un anno  dell'VIII secolo a.C.

## Eventi
- A Pitecusa viene fondata la prima colonia greca d'Italia